# Faisan leucomèle
Lophura leucomelanos
Espèce
Statut de conservation UICN

 LC  : Préoccupation mineure
Statut CITES
Le Faisan leucomèle (Lophura leucomelanos) est une espèce d'oiseaux de la famille des Phasianidae.

## Description

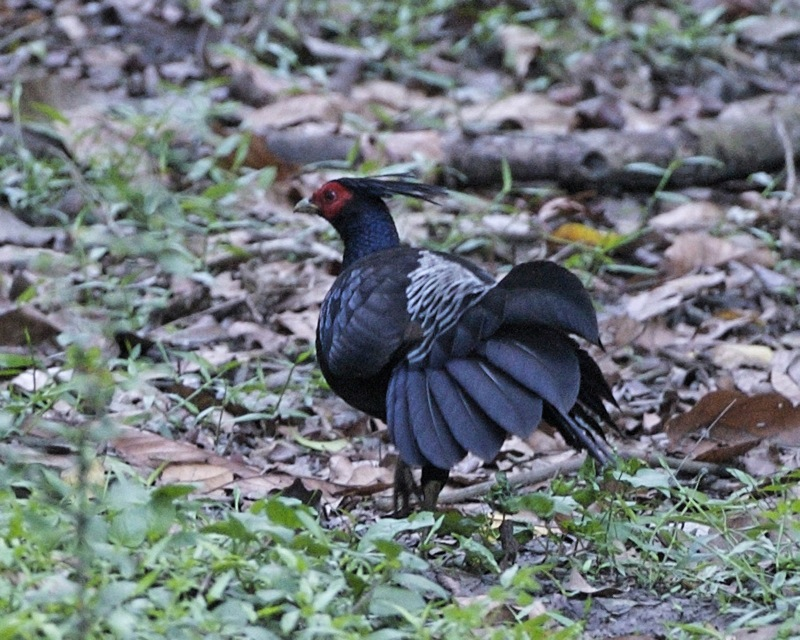
Faisan leucomèle mâle, parc national de Kaziranga, Inde

Le mâle mesure entre 63 et 74 cm de longueur pour un poids de 1 000 à 1 700 g et la femelle de 50 à 60 centimètres pour un poids de 700 à 800 g ,.

Le mâle a un plumage bleu-noir et la femelle a un plumage marron.

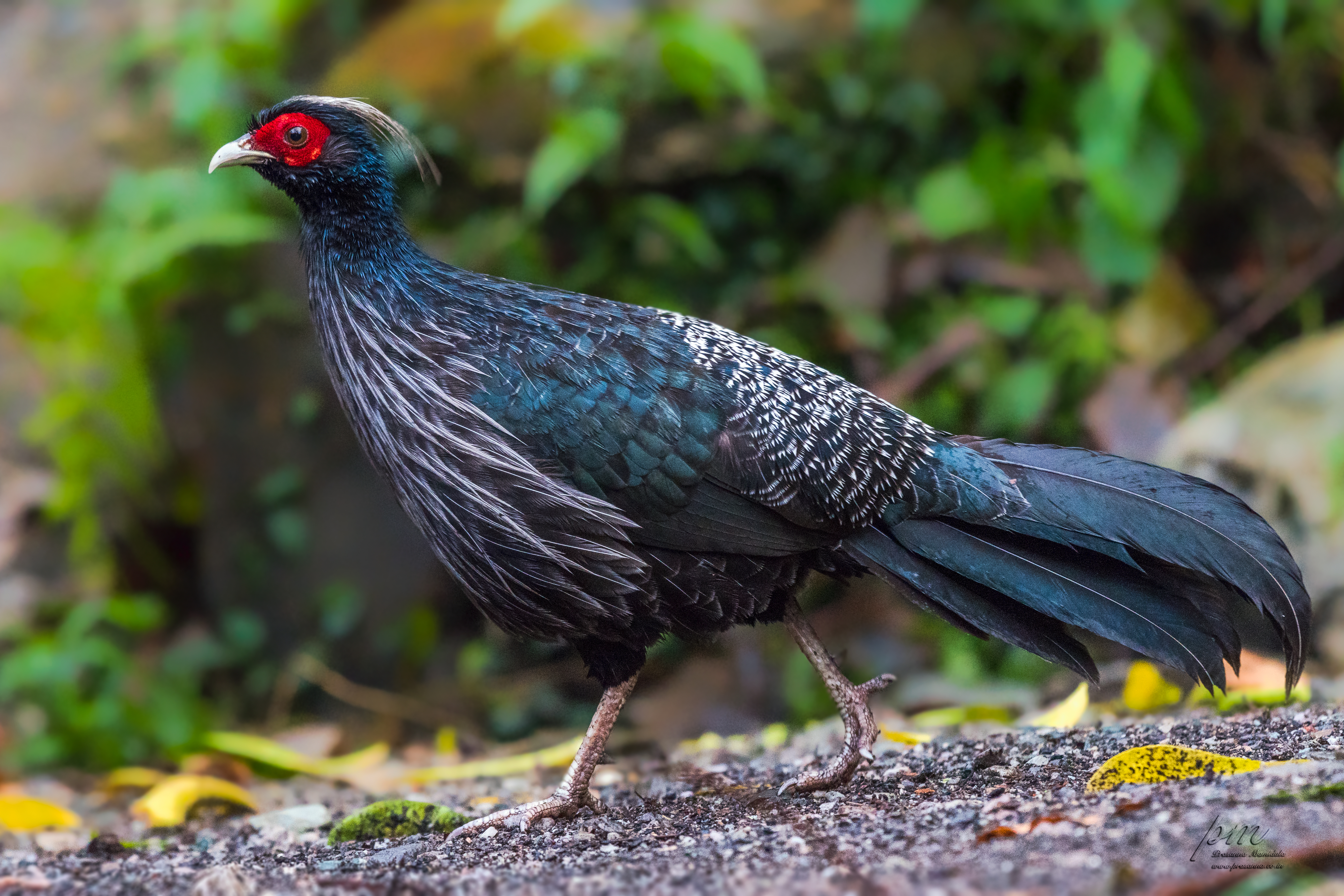
Mâle
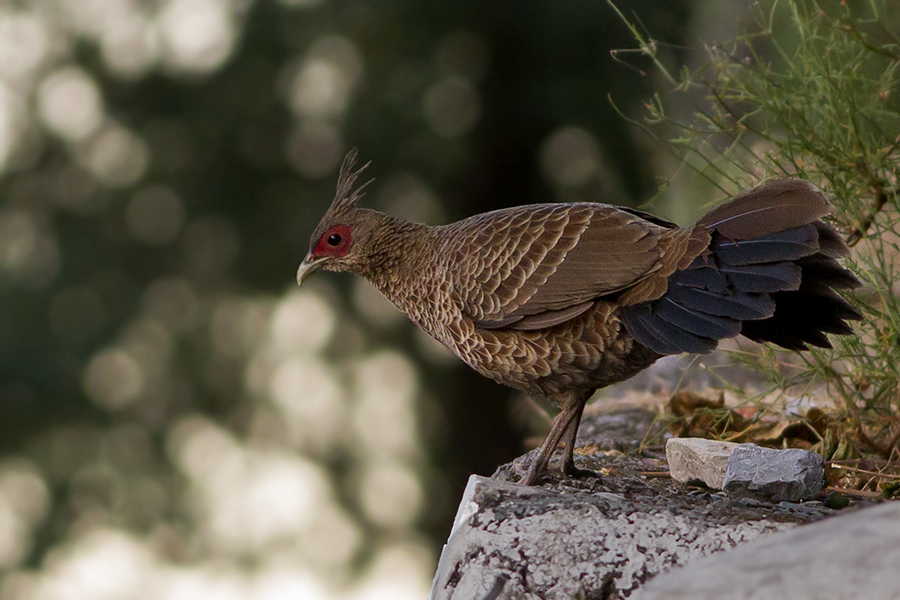
Femelle

## Alimentation
Le Faisan leucomèle est omnivore, consommant principalement termites et nourriture d'origine végétale.

## Répartition
Cette espèce vit dans les collines au pied de l'Himalaya, depuis l'Indus jusque dans l'ouest de la Thaïlande. Il a aussi été introduit à Hawaï.

## Sous-espèces
Selon Alan P. Peterson, cet oiseau est représenté par sept sous-espèces :
- Lophura leucomelanos hamiltonii (J.E. Gray, 1829), le faisan Kalij à huppe blanche[2] ;
- Lophura leucomelanos lathami (J.E. Gray, 1829), le faisan kalij de Horsfield[2] ;
- Lophura leucomelanos leucomelanos (Latham, 1790), la sous-espèce type ;
- Lophura leucomelanos melanota (T. Hutton, 1848), le faisan kalij à dos noir [2] ;
- Lophura leucomelanos moffitti (Hachisuka, 1938), le faisan kalij noir [2] ;
- Lophura leucomelanos oatesi (Ogilvie-Grant, 1893), le faisan kalij de Oates[2] ;
- Lophura leucomelanos williamsi (Oates, 1898), le faisan kalij de William[2].

## Taxonomie
La taxonomie des faisans leucomèles a été longtemps controversée car ses représentants n’offrent pas toujours des caractères bien tranchés. De très nombreuses autres sous-espèces ont été décrites mais leur validité n’a pas été retenue car il s’agissait souvent d’hybrides probables entre sous-espèces voire de spécimens uniques. Delacour (1948), dans sa révision du genre Lophura, avait simplifié la classification en la rendant plus compréhensible car elle était basée sur la biologie (maturité des mâles, couleur des pattes), la biogéographie et la phylogénie. McGowan & Panchen (1994) ont exclu les sous-espèces lineata et crawfurdi de leucomelanos pour les intégrer dans nycthemera. Cette évaluation taxonomique, basée sur la biogéographie, suggérait de considérer comme sous-espèces de nycthemera toutes les formes localisées à l’est de la rivière Irraouaddy et comme sous-espèces de leucomelanos celles à l’ouest.
Plus récemment, l’étude de Sybile Moulin (Moulin 2003, Moulin et al. 2003), basée sur le séquençage d’ADN mitochondrial de nombreux échantillons de peaux ou de plumes provenant d’oiseaux vivants ou conservés dans des muséums américains, anglais et français, a montré que toutes les sous-espèces reconnues jusqu’alors comme appartenant à leucomelanos sont bien des kalijs. La différenciation génétique entre les sous-espèces leucomelanos et nycthemera est nettement marquée, la limite géographique entre les deux espèces étant définie par le tracé du Paléomékong. Les sous-espèces lineata et crawfurdi replacées par McGowan & Panchen dans l’espèce nycthemera sont bien des leucomelanos. La confusion vient du fait, et Sybile Moulin le fait bien ressortir dans son étude, que les descriptions ont été faites, de façon arbitraire par Delacour, sur la base de la biogéographie.
L’analyse des peaux fait ressortir un cline géographique sur la taille et la couleur des mâles et, à moindre degré, sur la taille des femelles, d’ouest en est. Les résultats montrent que les kalijs se répartissent en trois groupes, sur la base des analyses génétiques : un premier groupe leucomelanos (incluant hamiltoni, leucomelanos, moffiti, melanota) à l’ouest du Brahmapoutre ; un deuxième groupe lathami (incluant lathami, williamsi, oatesi) à l’est du Brahmapoutre mais à l’ouest de l’Iraouaddy ; un troisième groupe (incluant lineata et crawfurdi) à l’est de l’Iraouaddy.

## Habitat
Le faisan leucomèle est une espèce généraliste, fréquentant toute une gamme d’habitats comme les forêts caducifoliées et sempervirentes des vallées de montagnes pourvues d’un épais sous-bois à proximité d’un point d’eau, les buissons à découvert, les plantations de tek, les chemins bordés de broussailles, les clairières et les lisières de forêts, les champs en friche, des cultures abandonnées et autres habitats secondaires.